# Поднимая знамя
«Поднима́я зна́мя» — пятый сингл российской рок-группы «Северный Флот». Выпущена в качестве интернет-сингла 15 июня 2015 года. Записана параллельно с предыдущим синглом — «Революцией на вылет» в мае того же года в Финляндии. Презентация радиоверсии песни состоялась 28 августа 2015 года в программе «Чартова дюжина» на «Нашем радио». Включена в альбом «Мизантропия».

## История создания
Песня была впервые исполнена 22 марта 2015 года на концерте в московском клубе YotaSpace. Текст к ней Александр Леонтьев сочинил буквально утром перед концертом. Впоследствии песня игралась практически на каждом выступлении ещё до выхода сингла. Для записи двух новых композиций — «Поднимая знамя» и «Революции на вылет» музыканты отправились в Финляндию на студию Astia звукорежиссёра Ансси Киппо, с которым группа «Северный флот» уже сотрудничала при записи барабанов к альбому «Всё внутри». На этот раз музыканты решили полностью записать, свести и отмастерить песни под руководством финского звукорежиссёра. 20 мая группа «Северный флот» заселилась на студию. Запись проводилась без звукозаменителей или сэмплов на ударных, также не была использована реверберация при записи гитар, а записанный вокал не редактировался и над ним не был произведён тюнинг. К вечеру 24 мая весь материал был записан. Музыканты остались довольны проделанной работой.
По словам автора, Александра Леонтьева, песня изначально задумывалась медленной, а на студии была замедлена ещё немного, для большей распевности. Партия гитары Якова Цвиркунова изначально планировалась минималистичной, но Ансси Киппо попросил ещё более её урезать. Барабаны пробовали записывать с четырьмя различными видами щеток из разных материалов. Также Александр Леонтьев рассказал о песне следующее:
Трек был задуман к записи вместе с «Революцией на вылет», как две совершенно разных по музыке, настроению и смысловой нагрузке композиции. Если в «Революции» поднимается тема Войны позорной, гражданской, братоубийственной, то в «Поднимая знамя» — Войны священной, смерти воина за родную страну. Эта песня — попытка осознать природу подвига, осознать, что чувствует человек, который сделал выбор — не сдаваться, а погибнуть. В отличие от «Революции», где звук максимально плотный, в «Поднимая знамя» мы постарались сделать звук как можно более прозрачным и чистым, задушевным, что ли… Надеемся, получилось.
28 августа 2015 года состоялась презентация радиоверсии песни в программе «Чартова дюжина» на «Нашем радио». Радиоверсия «Поднимая знамя» отличается от сингла сведением, отсутствием проигрыша между 1-м и 2-м куплетами и изменённым гитарным соло.
На песню планировалось снять клип, но впоследствии от этой идеи отказались.

## Участники записи
- Александр Леонтьев — вокал, гитара, автор музыки и текста;
- Яков Цвиркунов — соло-гитара, бэк-вокал;
- Александр Куликов — бас-гитара, бэк-вокал;
- Павел Сажинов — клавишные, бэк-вокал;
- Александр Щиголев — ударные.

Запись, сведение и мастеринг — Ансси Киппо.
Автор обложки — Андрей Уваров.

## Отзывы и критика
По словам музыкального критика Алексея Мажаева песня получилась практически безупречной в смысле саунда, качества записи и инструментального мастерства, а также имеет зачатки душевной мелодичности.

## Достижения
В Чартовой дюжине на «Нашем радио»:
| Неделя | Дата             | Место |
| ------ | ---------------- | ----- |
| 1      | 4 сентября 2015  | 12    |
| 2      | 11 сентября 2015 | 9     |
| 3      | 18 сентября 2015 | 6     |
| 4      | 25 сентября 2015 | 11    |